# Uwe Platzbecker
Uwe Platzbecker (* 23. Februar 1970 in Dresden) ist ein deutscher Hämatologe und Onkologe am Universitätsklinikum Leipzig sowie Professor an der Universität Leipzig. Seit Anfang des Jahres 2025 ist er Medizinischer Vorstand des Universitätsklinikums Dresden.

## Leben
Uwe Platzbecker ist der Urenkel des Komponisten Heinrich Platzbecker. Sein Bruder Arne Platzbecker sitzt für die SPD in der Hamburgischen Bürgerschaft.
Platzbecker absolvierte sein Medizinstudium an der Medizinischen Fakultät der Technischen Universität Dresden,  wo er 1997 im Fach Orthopädie mit dem Thema "Tierexperimentelle Untersuchungen zur Resorbierbarkeit von drei neuentwickelten porösen Biogläsern, Bioglaskeramiken" summa cum laude promoviert wurde. Von 1996 bis 1998 war er als Arzt im Praktikum am Herzzentrum Dresden und von 1998 bis 2005 als Assistenzarzt am Universitätsklinikum Dresden tätig. Während dieser Zeit ging er von 2001 bis August 2002 als Stipendiat der Humboldtstiftung als Postdoc an das Fred Hutchinson Cancer Research Center in Seattle. 2006 erfolgte seine Habilitation mit dem Thema "Immuntherapeutische Strategien zur Überwindung von Resistenzmechanismen akuter myeloischer Leukämien" und 2012 seine Berufung zum Professor für Translationale Hämatologie an der Technischen Universität Dresden.
2018 erhielt er den Ruf auf eine Professur für Hämatologie und wechselte zum Universitätsklinikum Leipzig. Dort ist er Direktor der Klinik für Hämatologie, Zelltherapie und Hämostaseologie (Medizinische Klinik 1).
Seit Anfang 2025 ist Platzbecker Medizinischer Vorstand des Universitätsklinikums Dresden.

## Forschungsschwerpunkte
Platzbecker forscht zu Erkrankungen wie der Myelodysplastischen Neoplasie und der akuten myeloischen Leukämie und war maßgeblich an der Entwicklung neuer Therapien beteiligt.

## Veröffentlichungen (Auswahl)
- Tierexperimentelle Untersuchungen zur Resorbierbarkeit von drei neuentwickelten porösen Biogläsern, Bioglaskeramiken. Dissertation an der Universität Dresden, 1997.
- mit Katharina Götze: Azacitidin: prophylaktische Maßnahmen und Therapiemanagement; Nebenwirkungen erkennen, vermeiden, behandeln. Zuckschwerdt, Germering/München 2011, ISBN 978-3-88603-994-4.
- mit Pierre Fenaux (Hrsg.): Myelodysplastic Syndromes: Diagnosis - Prognosis - Therapy. Springer International Publishing, Cham 2018, ISBN 978-3-319-76879-3.
- mit Anne Sophie Kubasch: Diagnose, Prognose und Therapie der Niedrigrisko-Myelodysplastischen Syndrome. Thieme, Stuttgart 2021.

## Ehrungen
- 2006: Chugai Science Award[2]
- 2019: Van-Bekkum-Award der European Society for Blood and Marrow Transplantation im Namen der Deutschen MDS-Studiengruppe[2]